# Domaredansen

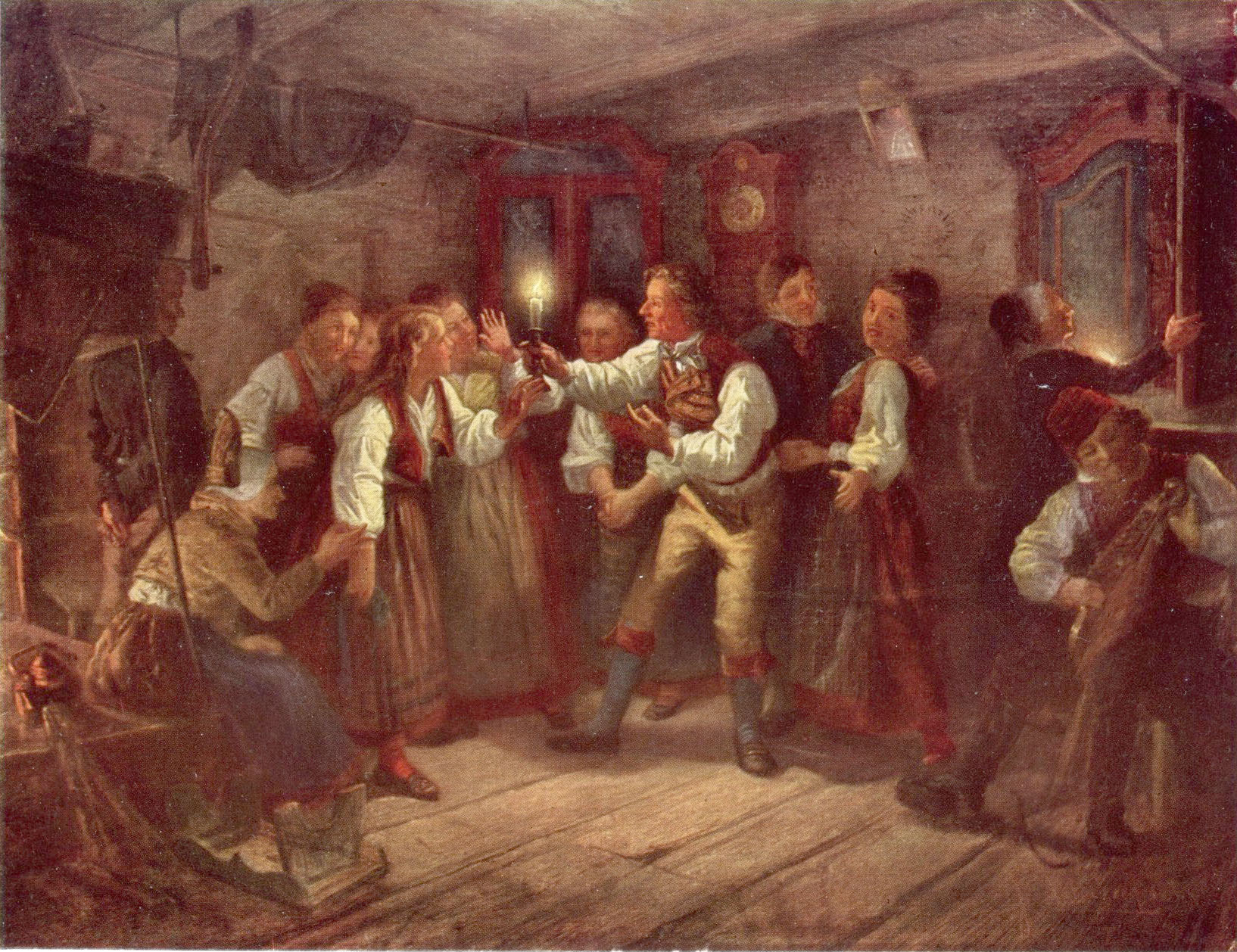
En domaredans i Häverö, oljemålning av Josef Malmberg från 1865.

Domaredansen är en svensk ringlek (folkvisa), känd i stora delar av Göta- och Svealand. Leken tillgår så att man går runt i en ring sjungande. En person (domaren) finns inne i ringen med ett ljus och lyser de gående i ansiktet. Om den som lyses upp av ljuset ler får den erlägga pant, överta ljuset och vara domare nästa gång.

En uppländsk variant nedtecknades vid 1800-talets slut av Elias Grip i Skuttunge socken:
Skola vi begynna en domaredans
Och domaren går själv inne
Alla de som i domardansen gå
Deras järtan ler och brinne
Alla säga de hå, hå hå
Alla säga de så, så, så
Har du druckit mjöd och vin
Har du såvit hos kärestan din

Så skall dock ljuset le och på mig se
Den vanligaste slutstrofen är ”Har du drömt om din käresta i natt skall du mot ljuset le”, men andra versioner har förekommit såsom ”Har du varit hos kärestan din” eller ”om du sovit hos din käresta i natt”. Strofen "har du sovit hos din käresta i natt ..." ändrades till "har du drömt om din käresta i natt ..." på Nääs i Västergötland, i samband med att många danslekar skulle göras mer barnvänliga och fostrande i början av 1900-talet.
Visan finns i ett känt manskörsarrangemang av Otto Olsson samt finns i otaliga inspelningar. Några av de tidigaste var en från 1907 med Orphei Drängar och en från 1912 med Odeonkvartetten.
I Grönköpings Veckoblads årsbok 1988 finns en översättning till skämtspråket transpiranto med titeln La juristbalett.

## Publikation
- Gröna visboken, första utgåvan 1949, 9:e upplagan 1999
- Julens önskesångbok, 1997, under rubriken "Tjugondag Knut dansar julen ut", angiven som "Folklek"